# Конвой SO-002
Конвой SO-002 — японський конвой часів Другої світової війни, проведення якого відбувалось у жовтні 1943 року.
Конвой сформували на Палау (важливий транспортний хаб на заході Каролінських островів) для проведення групи транспортних суден до Рабаула — головної передової бази в архіпелазі Бісмарка, з якої провадились операції на Соломонових островах та сході Нової Гвінеї.
До складу конвою SO-002 увійшли транспорти «Тазіма-Мару» (Tazima Maru) та «Cінко-Мару» (Shinko Maru), а ескорт складався із мисливців за підводними човнами CH-16 та CH-39.
20 жовтня 1943 року судна вийшли з Палау та попрямували на південний схід. Хоча на комунікаціях архіпелагу Бісмарка вже діяли не лише підводні човни, але й авіація, проте конвой SO-002 пройшов без інцидентів та 28 жовтня прибув до Рабаула.